# El País
El País (lyssna (fil); Landet) är Spaniens största morgontidning och ges ut i lokala upplagor i flera spanskspråkiga länder, däribland Argentina och Mexiko. Den ges även ut i en katalansk och i en portugisisk version.

## Historia
Tidningen grundades i Madrid 1976 av José Ortega Spottorno, sex månader efter Spaniens diktator Francisco Francos död. Tidningen ägs av mediagruppen PRISA som traditionellt stått det spanska socialdemokratiska partiet PSOE nära. Tidningen hade 2014 en upplaga på cirka 340 000 exemplar.

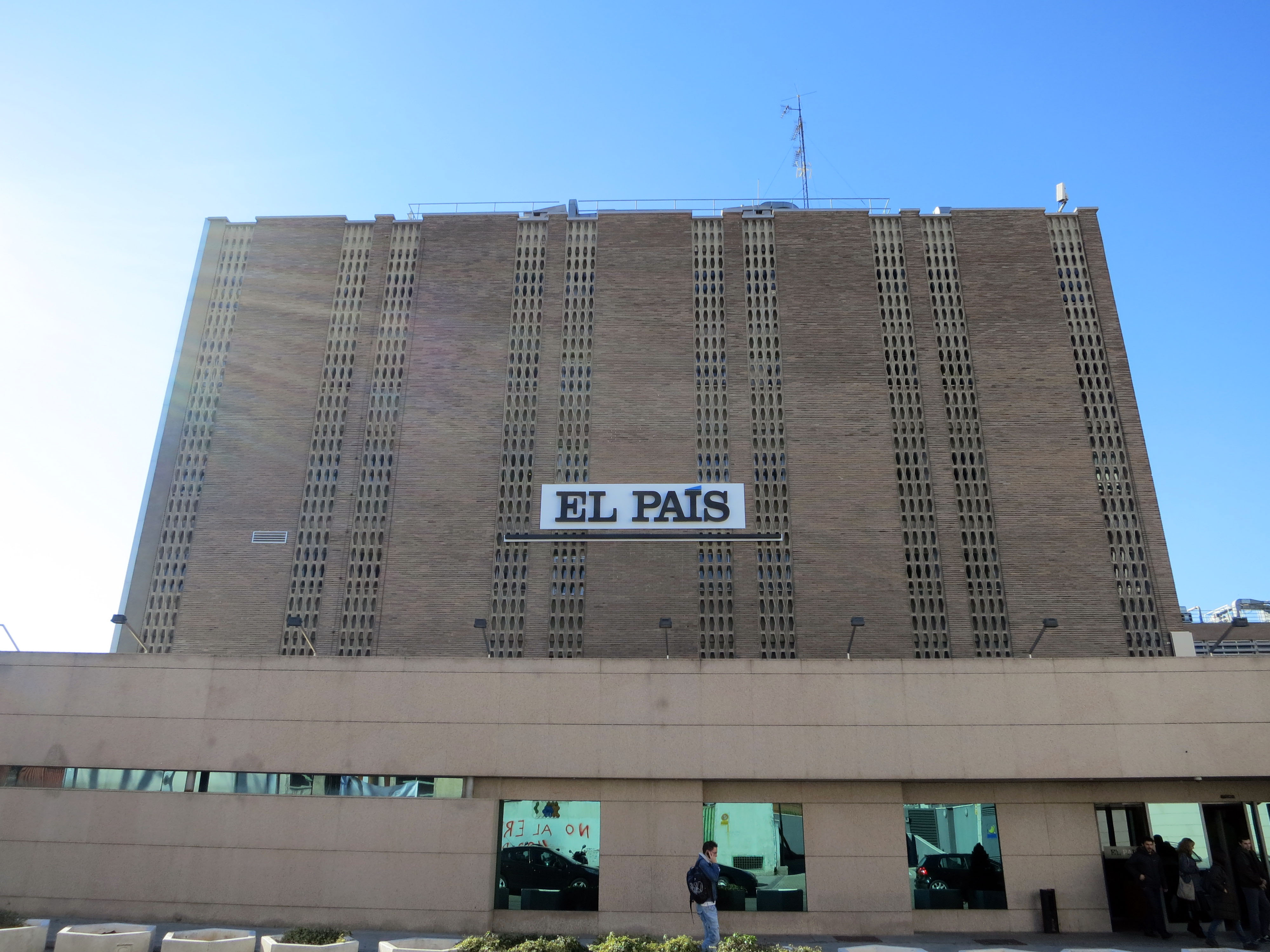
El País, Madrid.